# Rallye Argentinien 2009
Die 29. Rallye Argentinien war der fünfte Lauf zur FIA-Rallye-Weltmeisterschaft 2009. Die Rallye bestand aus 23 Wertungsprüfungen und wurde vom 23. bis zum 26. April ausgetragen.

## Bericht
Sébastien Loeb und Beifahrer Daniel Elena (Citroën) hatten zum fünften Mal in Folge die Rallye Argentinien gewonnen und den fünften Sieg in der fünften Rallye der Saison eingefahren. Loeb hatte am Ende der Rallye über 1:13 Minuten Vorsprung auf Teamkollege Dani Sordo. Als Dritter fuhr Henning Solberg (Ford) auf das Siegerpodest. Er hatte einen Rückstand von über vier Minuten auf Sieger Loeb. Anfangs sah es zunächst noch so aus, als ob Loeb in Argentinien Gegenwehr seiner Gegner bekommen könnte. Den ersten Tag beendete er als Dritter, vielleicht auch ein bisschen taktisch, um am Samstag eine bessere Startposition zu haben. Samstags übernahm er die Führung, doch Ford-Pilot Mikko Hirvonen konnte den Rückstand auf Loeb klein halten. Das Blatt wendete sich in der 15. Wertungsprüfung, als Hirvonen die Rallye mit einem Kühlerschaden aufgeben musste. Jari-Matti Latvala fiel am Sonntag aus, er hatte den dritten Rang von Hirvonen übernommen. In der ersten Prüfung des Sonntags bekam er Probleme mit dem Benzindruck und verlor fast acht Minuten. Latvala wurde am Ende Sechster. Durch Latvalas Pech übernahm Petter Solberg (Citroën) den dritten Platz, doch sein Traum vom Podium ging nicht in Erfüllung. Eine Prüfung später bekam auch er Benzindruckprobleme und musste aufgeben. Damit rutschte Bruder Henning Solberg (Ford) auf Podiumsplatz drei. Ab diesem Zeitpunkt galt es für alle Piloten die letzten Kilometer der Rallye bis ins Ziel zu überstehen. Loeb hatte seinen Vorsprung auf Hirvonen in der Weltmeisterschaft auf 20 Punkte verdoppelt und war damit dem sechsten Weltmeistertitel in Folge ein Stück näher gekommen.

## Klassifikationen

### Endresultat
| Pos    | Fahrer             | Beifahrer            | Auto                           | Zeit      | Rückstand | Punkte |
| WRC    | WRC                | WRC                  | WRC                            | WRC       | WRC       | WRC    |
| ------ | ------------------ | -------------------- | ------------------------------ | --------- | --------- | ------ |
| 1      | Sébastien Loeb     | Daniel Elena         | Citroën C4 WRC                 | 3:57:40.3 | 00:00.0   | 10     |
| 2      | Dani Sordo         | Marc Martì           | Citroën C4 WRC                 | 3:58:53.4 | 01:13.1   | 8      |
| 3      | Henning Solberg    | Cato Menkerud        | Ford Focus RS WRC              | 4:01:44.4 | 04:04.1   | 6      |
| 4      | Federico Villagra  | Jorge Perez Companc  | Ford Focus RS WRC              | 4:03:40.0 | 05:59.7   | 5      |
| 5      | Matthew Wilson     | Scott Martin         | Ford Focus RS WRC              | 4:03:51.2 | 06:10.9   | 4      |
| 6      | Jari-Matti Latvala | Miikka Antilla       | Ford Focus RS WRC              | 4:07:30.3 | 09:50.0   | 3      |
| 7      | Sébastien Ogier    | Julien Ingrassia     | Citroën C4 WRC                 | 4:18:35.4 | 20:55.1   | 2      |
| 8      | Nasser Al-Attiyah  | Giovanni Bernacchini | Subaru Impreza N14             | 4:20:51.9 | 23:11.6   | 1      |
| PWRC   |                    |                      |                                |           |           |        |
| 1 0(8) | Nasser Al-Attiyah  | Giovanni Bernacchini | Subaru Impreza N14             | 4:20:51.9 | 00:00.0   | 10     |
| 2 (10) | Marcos Ligato      | Rubén Garcia         | Mitsubishi Lancer Evolution X  | 4:23:04.8 | 02:12.9   | 8      |
| 3 (12) | Toshi Arai         | Glenn MacNeall       | Subaru Impreza                 | 4:27:27.9 | 06:36.0   | 6      |
| 4 (16) | Spyros Pavlides    | Chris Patterson      | Subaru Impreza N14             | 4:45:10.4 | 24:18.5   | 5      |
| 5 (18) | Eyvind Brynildsen  | Denis Giraudet       | Mitsubishi Lancer Evolution IX | 4:52:49.9 | 31:58.0   | 4      |
| 6 (21) | Gabor Mayer        | Robert Tagai         | Subaru Impreza                 | 5:00:56.3 | 40:04.4   | 3      |
| JWRC   |                    |                      |                                |           |           |        |
| 1 (14) | Michal Cosciuszko  | Maciek Szczepaniak   | Suzuki Swift S1600             | 4:42:28.0 | 0:00.0    | 10     |
| 2 (15) | Aaron Burkart      | Michael Kölbach      | Suzuki Swift S1600             | 4:44:08.7 | 1:39.9    | 8      |
| 3 (17) | Alessandro Bettega | Simone Scattolin     | Renault Clio S1600             | 4:50:02.0 | 7:33.2    | 6      |

### Wertungsprüfungen
| Tag                                     | WP                                | Name              | Länge  | Start UTC−3        | Gewinner       | Beifahrer         | Auto           | Zeit               | Leader         |
| --------------------------------------- | --------------------------------- | ----------------- | ------ | ------------------ | -------------- | ----------------- | -------------- | ------------------ | -------------- |
| Tag 1 (23. April)                       | WP1                               | Estadio Córdoba I | 2,4 km | 19:05              | Sébastien Loeb | Daniel Elena      | Citroën C4 WRC | 02:23.6            | Sébastien Loeb |
| Tag 2 (24. April)                       |                                   |                   |        |                    |                |                   |                |                    | Sébastien Loeb |
| Service Carlos Paz, 06:07 Uhr (15 Min.) |                                   |                   |        |                    |                |                   |                |                    | Sébastien Loeb |
| WP2                                     | La Cumbre - Agua De Oro I         | 14,94 km          | 07:45  | Jari-Matti Latvala | Miikka Antilla | Ford Focus RS WRC | 12:48.7        | Jari-Matti Latvala |                |
| WP3                                     | Ascochinga - La Cumbre I          | 22,38 km          | 08:41  | Dani Sordo         | Marc Martì     | Citroën C4 WRC    | 14:44.1        | Dani Sordo         |                |
| WP4                                     | Capilla Del Monte - San Marcos I  | 22,95 km          | 09:44  | Petter Solberg     | Phil Mills     | Citroën Xsara WRC | 17:33.5        | Mikko Hirvonen     |                |
| WP5                                     | San Marcos - Charbonier I         | 9,61 km           | 10:16  | Sébastien Loeb     | Daniel Elena   | Citroën C4 WRC    | 06:32.5        | Mikko Hirvonen     |                |
| Service Carlos Paz, 12:17 Uhr (30 Min.) |                                   |                   |        |                    |                |                   |                | Mikko Hirvonen     |                |
| WP6                                     | Ascochinga - La Cumbre II         | 22,38 km          | 14:26  | Dani Sordo         | Marc Martì     | Citroën C4 WRC    | 14:26.8        | Dani Sordo         |                |
| WP7                                     | Capilla Del Monte - San Marcos II | 22,95 km          | 15:29  | Mikko Hirvonen     | Miikka Antilla | Ford Focus RS WRC | 17:16.8        | Mikko Hirvonen     |                |
| WP8                                     | San Marcos - Charbonier II        | 9,61 km           | 16:01  | Sébastien Loeb     | Daniel Elena   | Citroën C4 WRC    | 06:28.9        | Dani Sordo         |                |
| WP9                                     | La Cumbre - Agua De Oro II        | 14,94 km          | 17:04  | Jari-Matti Latvala | Miikka Antilla | Ford Focus RS WRC | 12:32.4        | Dani Sordo         |                |
| Service Carlos Paz, 19:04 Uhr (45 Min.) |                                   |                   |        |                    |                |                   |                | Dani Sordo         |                |
| Tag 3 (25. April)                       |                                   |                   |        |                    |                |                   |                | Dani Sordo         |                |
| Service Carlos Paz, 07:00 Uhr (15 Min.) |                                   |                   |        |                    |                |                   |                | Dani Sordo         |                |
| WP10                                    | El Mirador - San Lorenzo I        | 20,81 km          | 09:38  | Sébastien Loeb     | Daniel Elena   | Citroën C4 WRC    | 11:28.0        | Dani Sordo         |                |
| WP11                                    | Mina Clavero - Giulio Cesare I    | 22,79 km          | 10:12  | Sébastien Loeb     | Daniel Elena   | Citroën C4 WRC    | 18:18.2        | Dani Sordo         |                |
| WP12                                    | El Condor - Copina I              | 16,29 km          | 11:00  | Sébastien Loeb     | Daniel Elena   | Citroën C4 WRC    | 13:04.6        | Sébastien Loeb     |                |
| WP13                                    | Icho Cruz - Carlos Paz I          | 9,73 km           | 11:46  | Sébastien Loeb     | Daniel Elena   | Citroën C4 WRC    | 06:19.4        | Sébastien Loeb     |                |
| Service Carlos Paz, 12:30 Uhr (15 Min.) |                                   |                   |        |                    |                |                   |                | Sébastien Loeb     |                |
| WP14                                    | El Mirador - San Lorenzo II       | 20,81 km          | 15:23  | Mikko Hirvonen     | Miikka Antilla | Ford Focus RS WRC | 11:22.0        | Sébastien Loeb     |                |
| WP15                                    | Mina Clavero - Giulio Cesare II   | 22,79 km          | 15:57  | Sébastien Loeb     | Daniel Elena   | Citroën C4 WRC    | 18:04.5        | Sébastien Loeb     |                |
| WP16                                    | El Condor - Copina II             | 16,29 km          | 16:45  | Jari-Matti Latvala | Miikka Antilla | Ford Focus RS WRC | 13:06.5        | Sébastien Loeb     |                |
| WP17                                    | Icho Cruz - Carlos Paz II         | 9,73 km           | 17:31  | Sébastien Loeb     | Daniel Elena   | Citroën C4 WRC    | 06:26.6        | Sébastien Loeb     |                |
| WP18                                    | Estadio Córdoba II                | 2,4 km            | 19:05  | Dani Sordo         | Marc Martì     | Citroën C4 WRC    | 02:23.6        | Sébastien Loeb     |                |
| Service Carlos Paz, 19:45 Uhr (45 Min.) |                                   |                   |        |                    |                |                   |                | Sébastien Loeb     |                |
| Tag 4 (26. April)                       |                                   |                   |        |                    |                |                   |                | Sébastien Loeb     |                |
| Service Carlos Paz, 07:30 Uhr (15 Min.) |                                   |                   |        |                    |                |                   |                | Sébastien Loeb     |                |
| WP19                                    | Villa Giardino - La Falda         | 15,78 km          | 08:48  | Sébastien Loeb     | Daniel Elena   | Citroën C4 WRC    | 11:18.2        | Sébastien Loeb     |                |
| WP20                                    | Valle Hermoso - Casa Grande       | 10,95 km          | 09:20  | Sébastien Loeb     | Daniel Elena   | Citroën C4 WRC    | 07:14.8        | Sébastien Loeb     |                |
| WP21                                    | Cosquin - Tanti                   | 11,27 km          | 10:03  | Jari-Matti Latvala | Miikka Antilla | Ford Focus RS WRC | 06:19.8        | Sébastien Loeb     |                |
| WP22                                    | Tanta Nuevo - Villa Garcia        | 7,6 km            | 10:26  | Jari-Matti Latvala | Miikka Antilla | Ford Focus RS WRC | 04:15.9        | Sébastien Loeb     |                |
| WP23                                    | Estadio Córdoba III               | 2,4 km            | 12:05  | Sébastien Loeb     | Daniel Elena   | Citroën C4 WRC    | 02:26.6        | Sébastien Loeb     |                |
| Service Carlos Paz, 13:03 Uhr (10 Min.) |                                   |                   |        |                    |                |                   |                | Sébastien Loeb     |                |

### Gewinner Wertungsprüfungen
| WP                                 | Anzahl | Fahrer             | Auto              |
| ---------------------------------- | ------ | ------------------ | ----------------- |
| 1, 5, 8, 10–13, 15, 17, 19, 20, 23 | 12     | Sébastien Loeb     | Citroën C4 WRC    |
| 2, 9, 16, 21, 22                   | 5      | Jari-Matti Latvala | Ford Focus RS WRC |
| 3, 6, 18                           | 3      | Dani Sordo         | Citroën C4 WRC    |
| 7, 14                              | 2      | Mikko Hirvonen     | Ford Focus RS WRC |
| 4                                  | 1      | Petter Solberg     | Citroën Xsara WRC |

### Fahrer-WM nach der Rallye
| Pos. | Fahrer          | Punkte |
| ---- | --------------- | ------ |
| 1    | Sébastien Loeb  | 50     |
| 2    | Dani Sordo      | 33     |
| 3    | Mikko Hirvonen  | 30     |
| 4    | Henning Solberg | 20     |
| 5    | Petter Solberg  | 14     |

### Team-Weltmeisterschaft
| Pos. | Team                | Punkte |
| ---- | ------------------- | ------ |
| 1    | Citroën WRT         | 82     |
| 2    | Ford WRT            | 43     |
| 3    | Stobart WRT         | 37     |
| 4    | Citroën Junior Team | 13     |